# Harlingen
Harlingen (vestfrisisk: Harns) er en by og kommune i den nederlandske provins Frisland. Arealet er 27 km² og byen har 16.000 indbyggere.
Harlingen ligger ved havet. Der er en havn med sejlrute til øerne Vlieland og Terschelling. Harlingen har to jernbanestationer: En ved havnen og en i den historiske by. Togforbindelse til Leeuwarden.